# Olenecamptus beardsleyi
Olenecamptus beardsleyi är en skalbaggsart som beskrevs av J. Linsley Gressitt 1956. Olenecamptus beardsleyi ingår i släktet Olenecamptus och familjen långhorningar. Inga underarter finns listade i Catalogue of Life.